# کورکورهای سرخاکستری
کورکورهای سرخاکستری (نام علمی: Leptodon) سرده‌ای از پرندگان شکاری است. دو عضو آن شبیه به هم، با سر خاکستری‌رنگ، با بخش رویی سیاه و بخش زیرین سفید هستند. آنها عبارتند از:
- کورکور سرخاکستری، (نام علمی: Leptodon cayanensis)
- کوکور یقه‌سفید (نام علمی: Leptodon forbesi)

کورکور سرخاکستری گونه‌ای گسترده‌است که از شرق مکزیک و ترینیداد به سوی جنوب تا پرو، بولیوی و شمال آرژانتین زادآوری می‌کند. با این حال، کورکور یقه‌سفید محدود به شمال شرقی برزیل است و به عنوان «در بحران انقراض» رده‌بندی می‌شود.